# Olaf Sletten
Olaf Sletten (n. 19 aprilie 1886, Comuna Aremark, Østfold, Norvegia – d. 10 decembrie 1943, Oslo, Norvegia) a fost un trăgător de tir ce a reprezentat Norvegia, medaliat olimpic. A participat la 2 ediții ale Jocurilor Olimpice (1920, 1924) în care a câștigat două medalii de argint și o medalie de bronz.